# Lay (cantante)
Lay, pseudonimo di Zhang Yixing (caratteri cinesi: 張藝興; pinyin: Zhāng Yìxīng; hangŭl: 장이씽; Changsha, 7 ottobre 1991), è un ballerino, cantante, musicista  e attore cinese.
È un membro dell'alleanza musicale D.N.A guidata e fondata da lui stesso nel 2023. Nell'aprile del 2022 ha terminato il suo contratto con la SM Entertainment ma rimane un membro del gruppo sudcoreano-cinese EXO.

## Primi anni
Zhang Yixing è nato Zhang Jiashuai (cinese: 张 加 帅) a Changsha, Hunan, Cina il 7 ottobre 1991.  Il suo nome legale è stato successivamente cambiato in Zhang Yixing. Il suo primo ruolo da attore noto è stato a sei anni, interpretando Huan Huan nel dramma televisivo cinese del 1998 We The People. Nel 2000, all'età di nove anni, Zhang ha partecipato a uno spettacolo televisivo cinese come membro del fan club del cantante e attore taiwanese Jimmy Lin, dandogli il suo primo contatto con l'industria dell'intrattenimento. Zhang inizia la sua carriera come piccola star locale dopo aver vinto il terzo posto in una competizione organizzata dallo show televisivo Star Academy, con sede a Hunan, nel 2005. È anche apparso in un episodio dello spettacolo di varietà di Yue Ce Yue Xin Kai e Liu Na, Na Ke Bu Yi Yang tra il 2005 e il 2006. Nell'aprile 2006, ha fatto un'audizione per una parte da protagonista in The Duke of Mount Deer di Zhang Jizhong, ma non ha vinto il ruolo nonostante fosse un finalista.
Nel 2008, Zhang ha fatto un'audizione per SM Entertainment alle audizioni di casting globali della società a Changsha. Al momento delle audizioni, aveva 16 anni e studiava presso la High School Attached to Hunan Normal University, dove è stato presentato come uno studente eccezionale per i suoi risultati. Dopo aver superato con successo le audizioni, Zhang si è trasferito nel sud Corea per la sua formazione da Idol. Nel 2011, prima del suo debutto con gli Exo, ha lavorato brevemente con gli Shinee durante il loro Shinee World Tour come ballerino sostituto di Jonghyun.

## Carriera

### 2012-2014: Debutto con gli EXO
Zhang ha debuttato come Idol del K-pop con il nome d'arte "Lay", perché l'agenzia stessa, la SM Entertainment, gli aveva dato perché c'è un personaggio di nome Huaze Lei che "ha talento e ama un po' la musica" nel dramma taiwanese Meteor Garden. È stato presentato per la prima volta come uno dei quattro membri cinesi degli Exo in un video teaser intitolato "Phoenix" nel gennaio 2012. Dopo l'uscita dei singoli "What Is Love" e "History" nel 2012, lui e gli altri undici membri hanno tenuto la loro presentazione pre-debutto allo Stadio Olimpico di Seoul il 31 marzo 2012 e una seconda vetrina e conferenza stampa al Great Hall dell'Università di Pechino di International Business e Economia. Il gruppo ha debuttato l'8 aprile 2012 con la canzone del titolo "Mama", e la prima esibizione degli Exo-M in Cina è stata pubblicamente trasmessa in televisione al 12°Yinyue Fengyun Bang Awards. Nel dicembre 2012, Zhang è stato presentato nel gruppo di ballo del progetto SM Entertainment di SM the Performance con i migliori ballerini della SM, insieme al collega membro della Exo Kai e ai compagni di etichetta Yunho, Eunhyuk, Donghae, Minho e Taemin.
Il 29 dicembre, il gruppo ha eseguito il loro singolo "Spectrum", che è stato pubblicato il giorno successivo, al SBS Gayo Daejeon del 2012. Quando il suo gruppo ottenne il successo commerciale, l'album in studio degli Exo XOXO divenne il primo album a vendere più di un milione di copie in Corea del Sud in 12 anni. Il loro EP 2014 Overdose è entrato nella classifica 200 di Billboard degli Stati Uniti.
All'inizio del 2014, Zhang ha composto ed eseguito la canzone "I'm Lay" per la sua performance da solista durante il primo tour di concerti di Exo, The Lost Planet. Più tardi nel 2014, ha eseguito un'altra canzone auto-composta dal titolo "I'm Coming" in uno speciale programma televisivo di fine anno su Hunan TV. Zhang ha anche composto la canzone "Promise" dall'edizione riconfezionata del secondo album in studio di Exo, Love Me Right. Ha anche scritto il testo per la versione cinese della canzone, mentre la versione coreana è stata scritta da Chen e Chanyeol.

### 2014–2015: Solista e inizio di carriera
Nell'agosto 2014, Zhang si è unito al suo primo spettacolo di varietà, Star Chef, come membro del cast. Nell'aprile 2015, SM Entertainment ha annunciato che era stato istituito uno studio personale per le attività di Zhang in Cina. Nel maggio 2015, è diventato un membro regolare del cast del reality show televisivo cinese Go Fighting!. Zhang ha successivamente recitato nella seconda, terza, e quarta stagione di Go Fighting, che ha portato a un maggiore riconoscimento per lui in Cina. Il 18 settembre è stata pubblicata l'edizione limitata dell'autobiografia di Zhang Standing Firm at 24, mentre l'edizione standard è diventata disponibile il 7 ottobre. Il libro documenta eventi importanti nel corso della sua vita e ha battuto diversi record di vendite online vendendo 68 537 copie nei primi 24 minuti di prevendita. Con meno di tre mesi di vendita di 1,4 milioni di royalties, ha preso il quarto posto nella decima lista di scrittori di celebrità cinesi, diventando il più giovane autore di celebrità ad entrare in classifica. È stato anche il campione della puntata 2015 delle vendite annuali di Celebrity Book e ha preso il primo posto dei migliori libri asiatici due volte durante la sua classifica mensile e sei volte nella classifica settimanale. Il libro si è anche bloccato in classifica per gli elenchi di Rakuten, con 400 000 copie vendute in sei mesi.
Nel novembre 2015, Zhang ha fatto il suo debutto cinematografico con un ruolo secondario nella commedia romantica cinese Ex-Files 2: The Backup Strikes Back, che è stato un successo al botteghino e ha ottenuto 2 miliardi di vendite entro 10 giorni dalla sua uscita. Successivamente ha vinto il premio come miglior attore non protagonista al China Britain Film Festival 2016 per la sua interpretazione. Ha anche scritto e registrato una colonna sonora originale per il film intitolato "Alone (One Person)", che ha raggiunto il numero uno della Baidu Music Chart e successivamente ha vinto il premio Best Movie Original Soundtrack ai sedicesimi Top Chinese Music Awards e 4th V-Chart Awards. Zhang ha anche recitato nella commedia cinese Oh My God, e ha collaborato con i suoi co-protagonisti Coco Jiang Wen e Li Xiaolu su una colonna sonora originale per il film intitolato "Happy Youth", che ha debuttato al numero otto su il grafico Billboard V.

### 2016: Crescita di popolarità e debutto singolo
Nel gennaio 2016, Zhang e gli altri membri del cast di Go Fighting! è apparso nel film cinese Royal Treasure. Nell'aprile 2016, ha ricevuto il premio Most Popular Newcomer ai sedicesimi Top Chinese Music Awards. Nel maggio 2016, Zhang ha fatto il suo debutto sul piccolo schermo nella serie televisiva cinese To Be A Better Man, che ha ottenuto voti alti per tutta la sua durata. Zhang ha ricevuto recensioni positive per il suo ruolo di aspirante chef. Scritto da Lay e co-composto e arrangiato con Divine Channel, "Monodrama" ha battuto i record rimanendo al numero uno della V Chart di YinYueTai per cinque settimane consecutive.
Nel luglio 2016, Zhang ha recitato nel film drammatico d'azione cinese The Mystic Nine, un prequel di The Lost Tomb. La serie ha avuto successo, piazzandosi al primo posto nelle classifiche televisive e stabilendo un record per il maggior numero di visualizzazioni online raccolte in un giorno, e ha accumulato oltre 12 miliardi di visualizzazioni in totale. [53] Zhang è stato elogiato per la sua interpretazione del cantante d'opera cinese Er Yuehong, ed è andato a recitare in uno spin-off della serie televisiva intitolata The Mystic Nine Side Story: Flowers Bloom a febbraio, incentrato esclusivamente sul personaggio di Zhang. Flowers Bloom a febbraio è stato un successo e ha accumulato oltre 500 milioni di visualizzazioni.
Nell'ottobre 2016, la carriera di Zhang come cantante solista è iniziata con l'uscita di "What U Need?" come regalo a sorpresa per i suoi fan nel giorno del suo compleanno. La canzone ha raggiunto il quarto posto della China V Chart e Billboard's World Digital Songs. Ha eseguito la canzone per la prima volta il 10 ottobre all'Asia Song Festival 2016 a Busan, in Corea del Sud. Il 28 ottobre, Zhang ha pubblicato la sua opera di debutto estesa Lose Control, contenente sei tracce in mandarino e il video musicale per la canzone del titolo. Lay è stato coinvolto in gran parte della produzione dell'album come produttore ed è stato personalmente responsabile della composizione, dell'arrangiamento e della scrittura di ogni canzone, oltre a tradurre lui stesso i testi in altre tre lingue oltre al cinese, inclusi inglese, coreano e giapponese. La canzone "Lose Control" è rimasta al numero uno della China V Chart di Billboard per sei settimane di seguito. I preordini di Lose Control hanno superato le 200 000 copie e hanno raggiunto il numero 1 nella Gaon Album Chart. Ha anche raggiunto il numero quattro nella classifica degli album del mondo degli Stati Uniti di Billboard. Ha eseguito "Lose Control" per la prima volta nel programma musicale The Show il 15 novembre.

### 2017: Popolarità mondiale
Il 27 gennaio, Zhang ha fatto la sua prima apparizione al CCTV Spring Gala Festival e ha cantato un duetto insieme all'attore cinese Jing Boran. Lo stesso mese, ha recitato con Jackie Chan nel film d'azione indiano-cinese Kung Fu Yoga diretto da Stanley Tong, interpretando un assistente archeologo. Secondo quanto riferito, ha subito lievi ferite secondo le scene d'azione richieste dal suo personaggio. Il film ha incassato 245,2 milioni di dollari, rendendolo il film commedia con il maggior incasso in Cina in quel momento. Un video musicale post-rilascio, "Goosebump" cantato da Fazilpuria, vedeva lui e Jackie Chan insieme.
Il 17 febbraio, Zhang ha fatto la sua ultima apparizione pubblica con gli Exo ai concerti di Hong Kong del loro tour mondiale Exo Planet 3 - The Exo'rdium. Ha interrotto le sue attività con il gruppo a causa della sovrapposizione di programmi con la sua carriera da solista nella Cina continentale. Ad aprile, Zhang ha recitato nel film patriottico cinese The Founding of an Army, ed è stato elogiato per la sua interpretazione di Lu Deming. Più tardi, in aprile, Zhang ha recitato nel remake cinese della fortunata serie televisiva romantica giapponese Operation Love. Ha composto e cantato la OST, "Pray" per il dramma. A luglio, Zhang ha doppiato Jackson Storm nella versione cinese del film d'animazione della Disney Cars 3.
Il 25 settembre, Zhang ha pubblicato il video musicale di "I Need U", una traccia pre-rilascio dal suo album Lay 02 Sheep. Il video musicale si è classificato al primo posto nella classifica China Weibo Live di Billboard. L'album è stato pubblicato il 7 ottobre, insieme al video musicale della canzone Sheep. Nel suo primo giorno di vendite digitali, l'album ha battuto cinque record su QQ Music: Gold, Double Gold, Triple Gold, Platinum e Diamond Record (¥ 5 milioni in 9 ore e 11 minuti). La prima dell'album "2017 Zhang Yixing Showcase" si è tenuta al Beijing National Aquatics Centre il 12 ottobre, dove ha eseguito "I Need U", "Sheep" e altri singoli.
In ottobre, Zhang è stato annunciato come protagonista maschile insieme alla compagna di etichetta Krystal Jung nel film romantico sudcoreano-cinese Unexpected Love, il cui poster è stato rivelato al Festival di Cannes. Il 22 dicembre, Zhang ha pubblicato la sua seconda opera estesa Winter Special Gift su QQ Music e KuGou. Il video musicale della canzone principale per l'album, "Goodbye Christmas" è stato rilasciato lo stesso giorno. Entro un giorno dalle vendite digitali, l'album ha battuto quattro record di Gold, Double Gold, Triple Gold e Platinum su QQ Music. L'album in seguito ha battuto il record di Diamond su QQ Music.

### 2018: Debutto US
Lo stesso mese, Zhang è stato nominato presentatore e direttore di produzione del programma di reclutamento di talenti di successo di iQiyi Idol Producer. Il 1 aprile, Zhang è tornato come uno del cast principale nella quarta stagione del famoso spettacolo di varietà cinese Go Fighting!. Nello stesso mese, Zhang ha partecipato al Gala di Capodanno della CCTV 2018 dove ha eseguito uno stage di collaborazione di danza con Huang Bo e William Chan. Ha anche partecipato all'inno nazionale e al suo video musicale per la Giornata della Gioventù in Cina a maggio. A luglio, ha fatto un'apparizione come ospite per la serie web The Tomb of Sea, dove ha interpretato un discendente del suo personaggio dalla serie TV di successo del 2016 The Mystic Nine.
In agosto, Zhang ha recitato nel film d'esordio alla regia di Huang Bo, successo commerciale e di critica, L'isola, dove ha ricevuto riconoscimenti per la sua interpretazione. Zhang ha fatto la sua prima apparizione negli Stati Uniti al festival musicale Lollapalooza dove ha collaborato con Alan Walker. Il duo successivamente ha collaborato a una versione remixata del precedente singolo di Zhang "Sheep", intitolato "Sheep Relift" il 30 agosto.
Il secondo album di Zhang, Namanana, è stato rilasciato il 19 ottobre, con il singolo pre-rilascio "Give Me a Chance" in uscita il 5 ottobre. L'album contiene 22 canzoni inclusa una collaborazione con Bazzi, 11 delle quali sono in lingua cinese con controparti inglesi ciascuna. L'album ha debuttato a 21 anni su Billboard 200, rendendo Lay l'artista Mandopop con il punteggio più alto in classifica. L'album si è anche classificato al 1ºposto nelle classifiche World Albums e Independent Albums. Il 24 dicembre, Lay ha pubblicato un singolo digitale a tema natalizio intitolato "When It's Christmas". Lo stesso mese, è entrato a far parte del talent show cinese di EDM Rave Now come mentore con Alan Walker.

### 2019–present: Il successo continua
Il 20 gennaio, Zhang ha partecipato a un evento Samsung tenutosi presso la Mercedes-Benz Arena di Shanghai, in Cina, come ambasciatore del Samsung Galaxy A8s e si è esibito sul palco insieme a ASAP Ferg e Steve Aoki, rispettivamente. Quel mese, Zhang è tornato come direttore di produzione e presentatore dello spettacolo di sopravvivenza cinese Idol Producer 2. Il 3 febbraio Zhang ha eseguito una canzone del Capodanno cinese insieme a Dilraba Dilmurat, Phoenix Legend, Wallace Chung e Zhou Dongyu al Capodanno CCTV 2019.
Zhang ha partecipato alla 61ª edizione dei Grammy Awards come ambasciatore per la sua promozione il 10 febbraio ed è stata l'unica celebrità cinese invitata all'evento sul tappeto rosso e alla cerimonia dal vivo. Il 26 febbraio, una canzone tributo a Michael Jackson intitolata "Let's Shut Up & Dance" è stata pubblicata da Zhang con Jason Derulo e il gruppo K-pop NCT 127. Nello stesso mese, la sua terza statua di cera fu rivelata al Madame Tussauds di Hong Kong, dopo le sue figure di cera al Madame Tussauds di Shanghai e Pechino.
Zhang ha anche recitato come protagonista nella serie fantasy-avventura cinese The Golden Eyes, andata in onda su iQiyi dal 26 febbraio al 12 aprile 2019. Il 15 marzo, Zhang ha pubblicato un singolo digitale intitolato Lovebird come canzone collaborativa con l'EDM americana e il gruppo hip-hop Far East Movement.
Il 6 maggio, Zhang ha fatto la sua prima apparizione alla mostra di moda annuale Met Gala a New York City come ambasciatore di Valentino, indossando un abito su misura intitolato "Time Traveller" disegnato dal Direttore Creativo di Valentino Pierpaolo Piccioli.
Zhang è apparso nei panni dell'Imperatore Yingzong di Ming nel dramma storico Empress of the Ming nel 2019. Il 14 giugno, Zhang ha pubblicato una riproduzione digitale estesa intitolata Honey e la sua title track con lo stesso nome. L'EP ha raggiunto oltre 1,87 milioni di vendite digitali tre minuti dopo la sua uscita su QQ Music, battendo il suo record per Namanana. Ha anche guadagnato lo status di Golden Hall di QQ Music per aver superato nove livelli di vendita e aver ottenuto la certificazione Gold Diamond. Zhang ha intrapreso il suo primo tour internazionale di concerti, "Grand Line", nel luglio 2019. I biglietti per il concerto alla Mercedes-Benz Arena di Shanghai, in Cina, sono andati esauriti in otto secondi, mentre i biglietti per lo spettacolo di Nanchino sono esauriti in venticinque secondi. Si è anche esibito a Bangkok, Thailandia per la tappa internazionale di Grand Line.
Nel dicembre 2019, Zhang ha pubblicato il singolo "Grandmother (外婆)", che serve come tributo a sua nonna, morta all'inizio dell'anno. Il 1 giugno 2020, Zhang ha pubblicato la prima parte del suo quarto album, LIT, il 1 ° giugno 2020. La seconda parte del suo quarto album è stata pubblicata il 21 luglio 2020. Nel giugno 2020, Zhang ha vinto il concorso di "I'm a Singer-Songwriter 2" di IQIYI. È anche apparso come produttore e mentore in "We are Young" di Youku. Nell'agosto 2020, Zhang ha iniziato ad apparire come mentore / capitano nella terza stagione dello spettacolo di sopravvivenza della danza cinese Street Dance of China. Ha anche girato per il suo dramma "Challenges at Midlife".

## Discografia

### Da solista
Album in studio
- 2017 - Lay 02 Sheep
- 2018 - Namanana

EP
- 2016 - Lose Control
- 2017 - Winter Special Gift
- 2019 - Honey
- 2020 - Lit

Singoli
- 2016 - Monodrama
- 2016 - what U need?
- 2016 - Lose Control
- 2017 - I Need U
- 2017 - Sheep
- 2017 - Goodbye Christmas
- 2018 - Sheep (Alan Walker remix)
- 2018 - Give Me a Chance
- 2018 - Namanana
- 2018 - When It’s Christmas
- 2019 - Honey
- 2019 - I’m not Well
- 2019 - Grandma
- 2020 - Jade
- 2020 - Lit

## Filmografia

### Televisione
- Uri yeopjib-e Exoga sanda (우리 옆집에 EXO가 산다?) – serie TV, episodi 9, 15-16 (2015)
- Go Fighting! (极限挑战) - programma televisivo (2015-2020)
- To Be a Better Man (好先生) - serie TV (2016)
- The Mystic Nine (老九门) - serie TV (2016)
- Operation Love (求婚大作战) - serie TV (2017)
- Tomb of the Sea (沙海) - serie TV (2018)
- Idol Producer (偶像练习生) - programma televisivo (2018)
- Idol XinFan (偶像有新番) - programma televisivo (2018)
- The Golden Eyes (黄金瞳) - serie TV (2019)
- Ming Dynasty (大明风华) - serie TV (2019-2020)
- CZR - I'm Singer-Songwriter 2 (我是唱作人) - programma televisivo, episodi 1-22 (2020)
- Freedom Chapter - serie TV (2020)
- We Are Young (少年之名) - programma televisivo (2020)
- Street Dance of China (这！就是街舞 第一季) - programma televisivo (2020-2021)
- Let's Chat (一起火锅吧) - programma televisivo (2020-2021)
- Dance Smash 2 (舞蹈风暴 第二季) - programma televisivo (2020-2021)
- Youth and Melody (金曲青春) - programma televisivo (2021)
- Faith Makes Great (理想照耀中国) - serie TV (2021)
- Crime Crackdown (扫黑风暴) - serie TV (2021)
- Back to Field (向往的生活5) - programma televisivo (2021-2022)
- Challenges at Midlife (落花时节) - serie TV (2022)
- The North of the Space (苍穹之北) - serie TV (2023)

### Cinema
- I AM., regia di Choi Jin-seong (2012)
- SMTown: The Stage, regia di Bae Sung-sang (2015)
- Ex-Files 2 (前任2：备胎反击战), regia di Tian Yu Sheng (2015)
- Oh My God (从天“儿”降), regia di Leste Chen (2015)
- Royal Treasure (极限挑战之皇家宝藏), regia di Yan Min (2016)
- A Guard over Ancient Treasure (老九门番外之二月花开), regia di Nan Lin (2016)
- Kung Fu Yoga (功夫瑜伽), regia di Stanley Tong (2017)
- The Founding Of An Army (建军大业), regia di Andrew Lau (2017)
- The Island (一出好戏), regia di Huang Bo (2018)
- For Love with You (一切如你), regia di Huang Zhaohan, Li Xuan, Nan Zhang, Fu Shaojie, Huang Hong (2019)
- Tale of the Night (长沙夜生活), regia Zhang Ji (2023)
- Young China: Me and My Youth (中国青年: 我和我的青春), regia di Lin Zhen Zhao (2023)
- No More Bets (捕鱼行动), regia di Shen Ao (2023)
- Li Ming Shi Fen Jian (黎明时分见), (2024)
- The Legend (传说), regia di Stanley Tong (2024)